# Fotbalová reprezentace Francouzské Guyany
Fotbalová reprezentace Francouzské Guyany reprezentuje Francouzskou Guyanu na mezinárodních fotbalových akcích, jako je Zlatý pohár CONCACAF či Karibský pohár. Vzhledem k tomu, že není členem FIFA (je pouze plným členem CONCACAF), tak se neúčastní kvalifikace na mistrovství světa ve fotbale.